# Petra Moolhuizen
Petra Moolhuizen (ur. 29 kwietnia 1964) – holenderska łyżwiarka szybka.

## Kariera
Największe sukcesy w karierze Petra Moolhuizen osiągnęła w sezonie 1986/1987, kiedy zajęła trzecie miejsce w klasyfikacji końcowej Pucharu Świata na 3000/5000 m. Wyprzedziły ją jedynie dwie rodaczki: Yvonne van Gennip oraz Marieke Stam. Ośmiokrotnie stawała na podium zawodów tego cyklu, odnosząc przy tym jedno zwycięstwo - 25 stycznia 1987 roku w Lake Placid była w biegu na 3000 m. Nigdy nie zdobyła medalu mistrzostw świata; jej najlepszym wynikiem było piąte miejsce wywalczone podczas wielobojowych mistrzostw świata w Skien w 1988 roku. Była też między innymi dziesiąta na rozgrywanych rok później wielobojowych mistrzostwach Europy w Berlinie. Nigdy nie wystąpiła na igrzyskach olimpijskich. W 1986 roku była mistrzynią Holandii w wieloboju sprinterskim, a rok później zwyciężyła na dystansie 1000 m. W 1989 roku zakończyła karierę.